# Bélyegmúzeum
A budapesti Bélyegmúzeum Európa egyik legnagyobb [forrás?] bélyegtörténettel, filatéliával foglalkozó közgyűjteménye. Önálló múzeumként 1930 óta működik.

## Története
Az önálló Bélyegmúzeum megalapításának gondolata az 1920-as évek végén merült fel a postai vezetők körében. A múzeum megnyitására 1930-ban került sor, ezzel a Magyar Posta birtokában lévő kiemelkedő jelentőségű gyűjtemény a nagyközönség számára is hozzáférhetővé, megtekinthetővé vált. A megnyitás pontos dátuma 1930. április 28., a múzeum első helye a Krisztina körút 12. szám alatti Postapalota nyolcadik emeletén, egy 20x8 méteres teremben volt. A kiállítóterem berendezése a nürnbergi Bélyegmúzeum mintájára készült. A gyűjtemény a gyors gyarapodásnak köszönhetően hamar kinőtte a rendelkezésére álló szűkös teret, ezért 1939-ben átköltözött az Erzsébetvárosban akkor elkészült, Rimanóczy Gyula építész által tervezett postaépületben, amely ma már az első, modern korban épült műemlék épület Magyarországon. A múzeum jelenleg is itt található.
Az épület tervezésekor már múzeumi szempontokat is figyelembe vettek: a ma is látható, az épület és a kiállítóterem hangulatához illő mustárszínű, bélyegperforáció díszítésű csempék, amelyek a múzeum lépcsőházában, illetve a márványteremben vannak, a pécsi Zsolnay-gyárban készültek egyedi megrendelésre. A kiállítóteremben a csempék mellett bélyeg előtti postabélyegzők lenyomatait ábrázoló postabélyegzők domborműves ábrázolásai láthatóak. E bélyegzőket a 19. század első felében sokszor a postamester készítette, ezért egyediek. Szép példa erre a patkót formázó, 1848-ban használt Sárkeresztúr hely- és keletbélyegző, amelynek kinagyított képe a kiállítóterem bejáratával szemben látható. Szintén a Zsolnay-gyár készített néhány hasonló stílusú kerámia díszvázát is, amelyek a múzeumban szintén megtekinthetőek.
A tulajdonképpeni kiállítási helyiség egyetlen nagy terem, amely első pillantásra egy hatalmas könyvtárra emlékeztet. A bélyegeket falba süllyesztett, fémkeretes üveglapok közt, hőtől, fénytől és párától védetten helyezték el. A mintegy 3200 kihúzható keretben „Világegyetem-bélyegtörténelem” című állandó kiállításon csaknem félmillió bélyeg és egyéb filatéliai vonatkozású kiállított tárgy, dokumentum látható. Az állandó kiállítás legnagyobb, egyben teljes gyűjteményét természetesen a magyar bélyegek képezik.

## Gyűjteményei

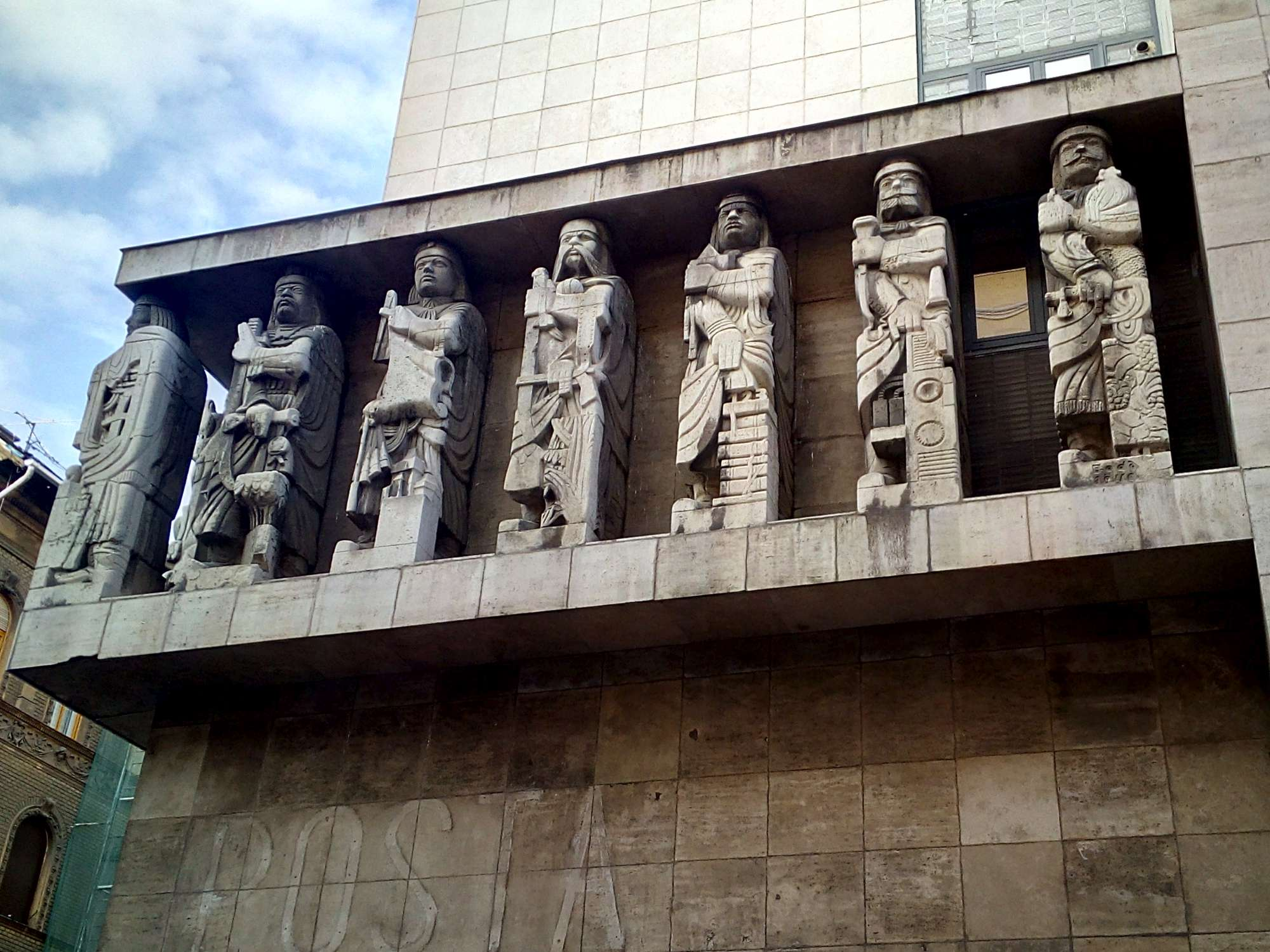
Budapest, Bélyegmúzeum, szobrok az épület tetején

A magyar gyűjtemény alapját Poppovits Frigyes Mirkó budapesti bélyeggyűjtő nagy értékű bélyegei vetették meg. A külföldi anyag gyűjtése nagy részben a berni nemzetközi postairoda útján az egyes államok által megküldött köteles példányokból állt össze; egy 1874-ben kötött nemzetközi egyezménynek köszönhetően a Bernben székelő Egyetemes Postaegyesület minden évben elküldi a múzeum részére az adott évben a világon megjelent összes bélyeget. Természetesen a múzeum is küld minden államnak egy-egy sorozatot, itt tehát voltaképp egyszerű cseréről van szó. A bélyegek mellett bélyegvázlatokat, bélyeg-nyomóeszközöket, alkalmi bélyegzőket, okiratokat, hazai és nemzetközi kiállításokon nyert díjakat is őriz a múzeum.
A gyűjtemény nem csupán ilyen módon gyarapszik: számos jelentős ritkaság, illetve gyűjtemény ajándékozás, vásárlás, illetve hagyaték útján került a múzeum gyűjteményébe. Természetesen az állandó kiállításon nem látható egyszerre a teljes gyűjtemény (mivel csaknem 13 millió filatéliai tételt őriznek itt, ez nem kivitelezhető). A magánposták bélyegei, a tervrajzok, a bélyeg előtti időszakból származó lebélyegzések, a bélyegzők, nyomóeszközök, különleges magyar és külföldi ritkaságok, valamint hamisítványok láthatóak az állandó kiállításon. Természetesen időszakos kiállításokat is szervez a múzeum, amelyeken különféle rendezőelvek, szempontok alapján tárja a nagyközönség elé azon anyagokat, amelyek helyszűke miatt állandó bemutatásra nem kerülhetnek. Szerveznek grafikai kiállításokat, kihelyezett kiállításokat, közönségtalálkozókat, ismeretterjesztő és iskolai foglalkozásokat, stb. Két tematikus gyűjteményrészlet a múzeum honlapján is látható, az 1871-es kőnyomatos bélyegkiadás változatairól szóló, illetve a postásábrázolásokat bemutató. Ez utóbbiból kiemelendő egy világritkaság, az 1860-ban kibocsátott Új-Brunswick-i 5 centes bélyeg. Különleges értékét az adja, hogy helyben nyomtatták, s a postamester, Charles Connell Viktória brit királynő arcképe helyett a saját portréját nyomtatta a bélyegre, emiatt csaknem a teljes, már legyártott készletet elégették, s ma mindössze néhány fennmaradt példány ismeretes, ezek közül az egyik látható Budapesten.

## A múzeum kincsei
A gyűjtemény számos kiemelkedően ritka, sőt: világritkaságnak számító darabot őriz. Néhány a jelentősebb magyar világritkaságok közül:
Az első magyarországi hírlap, a Mercurius Hungaricus egy száma.
Az 1867-es, eredetileg zöld színű 3 krajcáros piros színtévnyomata teljes levélen. A piros színben nyomott 5 krajcáros bélyegek közé véletlenül egy 3 krajcáros nyomódúca került, így jött létre a tévnyomat.
Az 1871-es kőnyomatos 2 krajcáros első nyomata teljes nyomtatványon csak itt látható. Különlegessége, hogy a nyomdatechnika hiányosságai miatt az első széria hibás lett, Ferenc József feje pöttyös, mintha himlőhelyes lenne. A bélyegeket bevonták és megsemmisítették, ám néhányat ismeretlen okból a pesti főpostán felhasználtak. A teljes levél, ami a múzeumban látható, unikális világritkaság.
A Fordított Madonna, az 1923-ban kiadott Koronás Madonna sorozat 5000 koronás névértékű bélyegének fordított középrészű változata. Az egyik legértékesebb magyar tévnyomat. A bélyeg nyomása két színnel, két fázisban történt, külön a keret és külön a középrész tekintetében. Fordított berakás miatt a bélyegábra közepén levő, Szent Koronát viselő Madonna-kép 180 fokkal elfordult. A hibát az ellenőrzés nem vette észre és egy 100 bélyeget tartalmazó ív postai forgalomba került.
A Nagymánya-tévnyomat, amelyből a múzeum egyedülálló módon egy 24 bélyeget tartalmazó tömbbel rendelkezik. Az első bécsi döntés következtében visszacsatolt felvidéki területekre emlékező bélyegek az 1938 nyarán kibocsátott Szent István-sor két címletének eltérő színben nyomott változatai, amelyekre a „HAZATÉRÉS 19-38” feliratot nyomták vörös színnel. Egyetlen 70 filléres ívről a felülnyomás lemaradt, s az ív a nagymányai postára került, ahol a zömét már eladták, mire az eltérésre fény derült. A postamester, aki korábban csehszlovák fennhatóság alatt dolgozott, nem ismerte a magyar bélyegeket, így nem tűnt fel neki az eltérés.
Szintén kiemelkedően ritkák az 1916-ban a 6. számú postán mindössze egyetlen hónapig üzemelt ajánlottlevél-automata bélyegeivel ellátott küldemények. A piros színű 10 krajcáros bélyegeket jellegzetes AUT. lyukasztással látták el, ma mindössze néhány futott levél ismert.
Természetesen több, unikális gyűjtemény is a múzeum tulajdonába került, a legjelentősebbek: Térfi Béla bélyeg előtti leveleket (azaz Magyarországon 1850. június 1., az első bélyeg megjelenése előtti leveleket) tartalmazó gyűjteménye; Poppovits Frigyes Mirkó klasszikus magyar anyagot tartalmazó gyűjteménye, amely mindmáig a múzeum klasszikus anyagának alapját képezi; Jan Palmans belga filatelista anyaga, aki az 1871-es kőnyomatos kiadás fogazati ívrekonstrukcióját állította össze; Surányi László hírlap- és hírlapilletékbélyeg gyűjteménye; gróf Dessewffy Miklós gyűjteménye, aki az 1874-es színesszámú krajcár-bélyegek vésetjavításainak változatait gyűjtötte; Madarász Gyula gyűjteménye, aki szintén e témakörrel foglalkozott; Ács Jenő szabadkai ügyvéd gyűjteménye, aki az 1919-es szegedi helyi kiadás bélyegeit gyűjtötte; Elaine Arundel gyűjteménye, aki az 1945-1946-is infláció bélyegeivel, illetve leveleivel foglalkozott, stb. E gyűjtemények egy-egy tételben vannak elhelyezve a múzeumban.
A múzeum állományába több tematikus gyűjtemény is került, amelyek nem országok, hanem motívumok szerint összegyűjtött anyagokat tartalmaznak. Ezek közül is kiemelkedő Soó Rezső akadémikus festménymotívum-kollekciója.

## Címe
A Bélyegmúzeum Budapest hetedik kerületében, a Hársfa utca 47. szám alatt található. Nyitvatartási ideje: egész évben 10-18 óráig. Hétfő szünnap. A múzeum január 1-jén, november 1-jén és december 24-től 26-ig zárva tart.

## Vezetői
- Nikodém Gabriella (2008-2020)
- Szabó Jenő [18]